# NGC 1465
NGC 1465 је лентикуларна галаксија у сазвежђу Персеј која се налази на NGC листи објеката дубоког неба.
Деклинација објекта је + 32° 29' 34" а ректасцензија 3h 53m 31,9s. Привидна величина (магнитуда) објекта NGC 1465 износи 13,8 а фотографска магнитуда 14,7. NGC 1465 је још познат и под ознакама UGC 2891, MCG 5-10-3, CGCG 508-4, PGC 14039.